# Evangelios de San Agustín

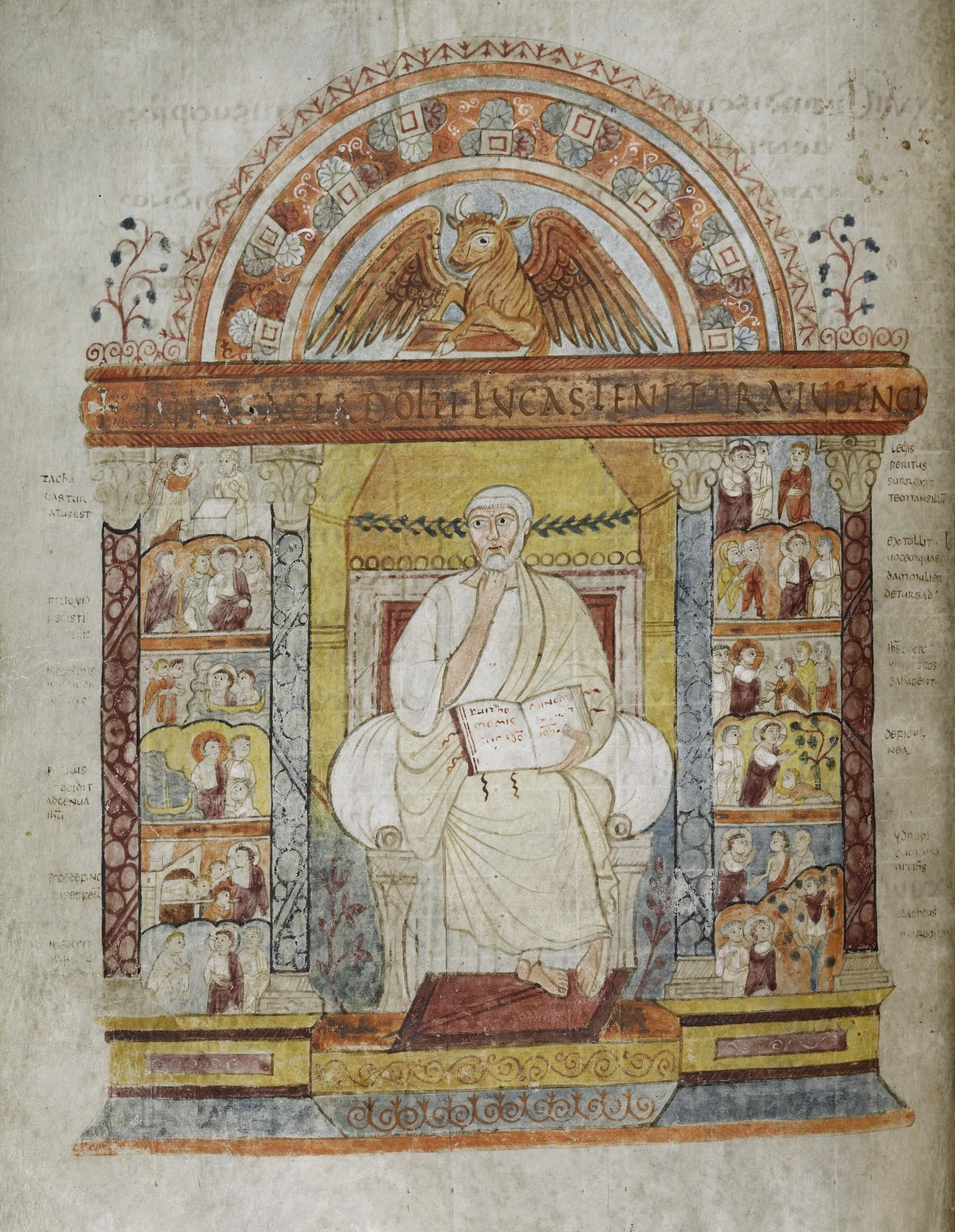
Retrato del evangelista San Lucas bajo la inscripción Iura sacerdotii Lucas tenet ore iuuenci, de Carmen paschale por Coelius Sedulius

El Evangelario de San Agustín de Canterbury (Cambridge, Corpus Christi College, Lib. MS. 286) es un Evangeliario iluminado que data del siglo VI. Fue elaborado en Italia y conservado en Inglaterra desde poco después de su creación; en el siglo XVI llevaba ya probablemente casi mil años en Canterbury. Tiene 265 hojas que miden aproximadamente 252 x 196 mm y no está completo, faltan páginas con miniaturas en particular.
Este manuscrito es el Evangelario ilustrado en latín más antiguo (en oposición a los griegos o sirios), y uno de los libros europeos más antiguos que existen. Aunque las únicas iluminaciones supervivientes son dos miniaturas de página completa, estas son de gran importancia en la historia del arte, ya que muy pocas imágenes comparables han sobrevivido.

## Historia
Se considera, tradicional y plausiblemente que el manuscrito, bien fue llevado por San Agustín de Canterbury a Inglaterra para la misión gregoriana en 597, o bien fue enviado a San Agustín por el papa Gregorio Magno en 601 -al igual que otros expertos, Kurt Weitzmann no ve "ninguna razón para dudar" de la tradición. El texto principal está escrito en una caligrafía uncial italiana, datada con amplio consenso en el siglo VI - se ha sugerido Roma o Monte Cassino como lugar de creación. Ciertamente fue en Inglaterra a fines del siglo VII o principios del siglo VIII cuando se hicieron correcciones y adiciones al texto de manera local, adiciones que incluían títulos o subtítulos a las escenas alrededor del retrato de Lucas, no todas coherentes con las intenciones del artista original.
Ciertamente, el libro estaba en la Abadía de San Agustín de Canterbury, en el siglo X, cuando se copiaron en él los primeros documentos sobre la Abadía. A finales de la Edad Media "no se guardaba en la Biblioteca de Canterbury, sino que yacía en el altar; en otras palabras, pertenecía, como un relicario o la Cruz, al ceremonial de la Iglesia". El manuscrito fue entregado a la Biblioteca Parker, Corpus Christi College (Cambridge), como parte de la colección donada por Matthew Parker, Arzobispo de Canterbury en 1575, décadas después de la disolución de los monasterios. Fue utilizado tradicionalmente para hacer el juramento en las entronizaciones de los nuevos arzobispos de Canterbury, y la tradición se ha restaurado desde 1945; El bibliotecario de Corpus lleva el libro a la Catedral de Canterbury para cada ceremonia. Los Evangelios de Agustín también fueron llevados a Canterbury para otras ocasiones importantes: la visita del Papa Juan Pablo II en 1982 y las celebraciones en 1997 por el 1.400 aniversario de la misión gregoriana.
El manuscrito se recuperó en el Museo Británico en 1948-1949 con planchas de roble y un lomo de piel de cabra con crema de alumbre.
A la Iglesia de Inglaterra le gusta llamar al libro los Evangelios de Canterbury, aunque para los estudiosos este nombre generalmente se refiere a otro libro, un libro de evangelio anglosajón del siglo VIII escrito en Canterbury, ahora con una parte en la Biblioteca Británica como Royal MS IE VI y otro en la Biblioteca de la Catedral de Canterbury.

## Miniaturas

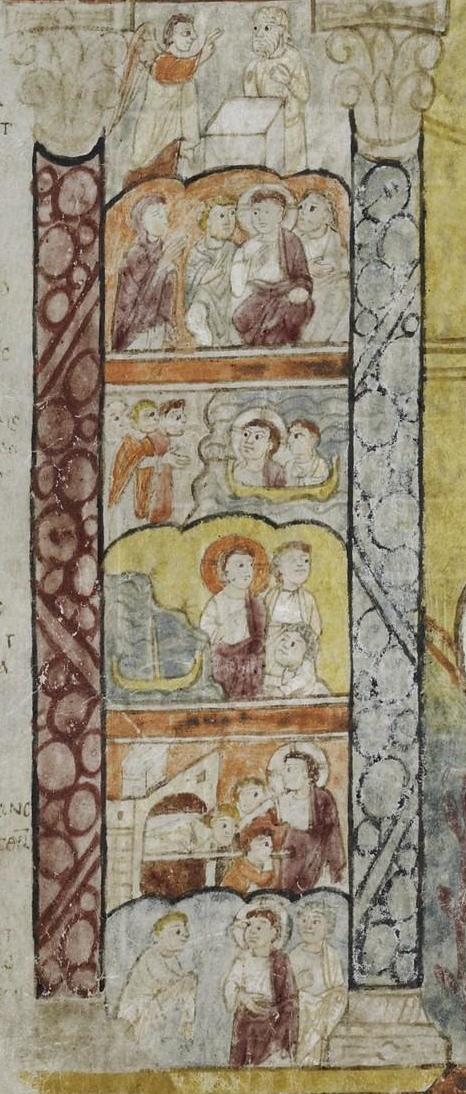
Escenas a la izquierda del retrato de San Lucas

El manuscrito contenía retratos de evangelistas para cada uno de los cuatro evangelios, antes del texto, un rasgo habitual de los Evangelarios iluminados, y al menos otras tres páginas de escenas narrativas, una después de cada página de retrato. Solo han sobrevivido las dos páginas que precedían a san Lucas. Sin embargo, las veinticuatro pequeñas escenas supervivientes de la Vida de Cristo son muy raras y de gran interés en la historia de la iconografía cristiana, especialmente porque provienen del antiguo Imperio Occidental. Los únicos ciclos narrativos comparables del Evangelio de los manuscritos en el período son griegos, en particular los Evangelios de Rossano, y los Evangelios de Sinope, o los Evangelios de la Rabula siríaca. Sin embargo, los ciclos equivalentes del Antiguo Testamento son más variados, incluidos el griego Génesis de Viena y el Génesis Cotton, el latín Pentateuco de Tours o la Biblia Itala de Quedlinbourg y algunos otros.
Las miniaturas se han alejado más del estilo clásico que las de los manuscritos griegos, con "un estilo lineal que no solo aplana la figura, sino que comienza a desarrollar una cualidad rítmica en el diseño lineal que debe verse como el comienzo de un proceso de intencionalidad abstracción ". Para otro historiador, las figuras en las escenas pequeñas tienen "una forma lineal que inmediatamente percibimos como medieval" y "ya no son pinturas, sino dibujos teñidos. La misma tendencia se exhibe en el tratamiento de la arquitectura y el ornamento; lo naturalista los accesorios policromados de un manuscrito como los Dioscórides de Viena se aplanan y atenúan en un patrón caligráfico".

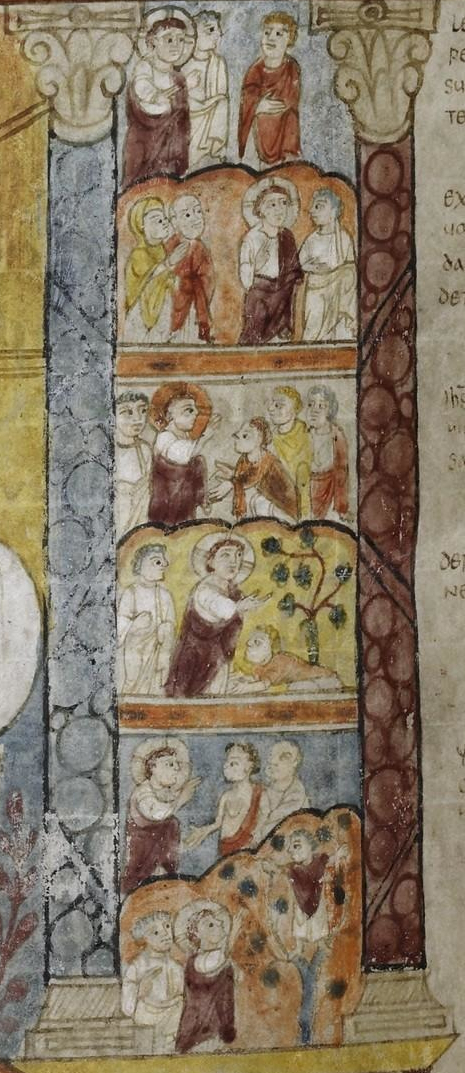
Iluminaciones de la banda derecha

El tema de la influencia de las miniaturas en el arte anglosajón posterior a menudo se ha planteado, aunque en vista de que la mayoría de las presuntas páginas ilustradas de este manuscrito ahora se están perdiendo, y la falta de conocimiento sobre qué otros modelos estaban disponibles para formar En los aspectos continentales postclásicos del estilo insular que se desarrolló a partir del siglo VII en adelante (con Canterbury como centro principal), todos los comentarios de los historiadores del arte han sido necesariamente especulativos. Está claro por la variedad de estilos de retratos de evangelistas encontrados en los primeros manuscritos insulares, haciendo eco de ejemplos conocidos del continente, que otros modelos estaban disponibles, y hay un registro de una Biblia iluminada e importada de San Gregorio en Canterbury en el siglo VII. Las obras posteriores mencionadas como probablemente influenciadas por los Evangelios de Agustín incluyen el Codex Aureus de Estocolmo y el Libro del Evangelio de San Gall. En general, aunque los retratos de evangelistas se convirtieron en una característica común de los libros del Evangelio insular y anglosajón, la gran cantidad de pequeñas escenas en los Evangelios de Agustín no se volvieron a ver hasta mucho más tarde, como el Salterio Eadwine, realizado en el siglo XII en Canterbury, que tiene páginas preliminares con pequeñas imágenes narrativas en cuadrículas en un estilo similar a los Evangelios de Agustín.

### Retrato de Lucas Evangelista
De las cuatro páginas de retratos, solo la de San Lucas sobrevive (Folio 129v). Se lo muestra sentado en un trono de mármol, con un cojín, en un entorno arquitectónico elaborado, probablemente basado en la scaenae frons de un teatro romano, una convención común para las miniaturas, monedas y retratos imperiales antiguos. La pose con la barbilla apoyada en una mano sugiere un origen en los retratos de filósofos clásicos de los autores; con mayor frecuencia se muestra a los evangelistas escribiendo. Sobre una cornisa se encuentra el buey alado, el símbolo del evangelista de Lucas. El frontón tiene una inscripción con un hexámetro del Carmen Paschale del poeta cristiano del siglo V Coelius Sedulius (Libro 1, línea 357): "Iura sacerdotii Lucas tenet ore iuvenci" - "Lucas sostiene las leyes del sacerdocio en la boca del toro joven "(iuvencus significa también" hombre joven ").

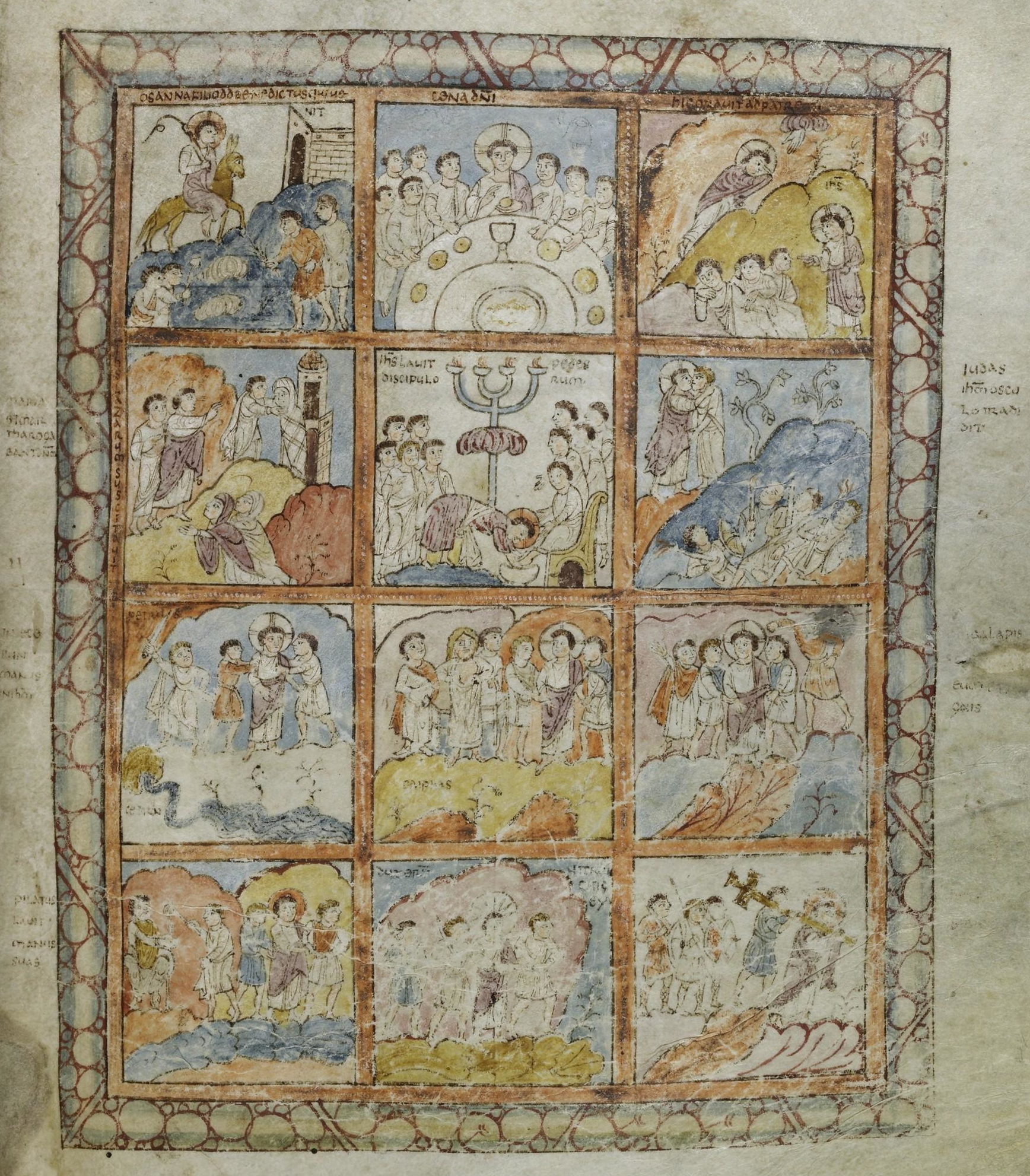
Folio 125r, con doce escenas de la Pasión

Más inusualmente, doce pequeñas escenas extraídas de Lucas, en su mayoría de las Obras de Cristo (que se pueden identificar como la única figura con un halo), se colocan entre columnas en el marco arquitectónico del retrato. Este arreglo particular es único en los primeros retratos evangelistas sobrevivientes, aunque se encuentran franjas de escenas similares en portadas de libros de marfil del mismo período. Las escenas mismas probablemente se basaron en un ciclo de frescos de la Vida de Cristo ahora destruido en Santa Maria Antiqua en Roma.
Las escenas, muchas de las cuales rara vez fueron representadas en el arte de los períodos medievales posteriores, incluyen:
- La Anunciación a Zacarías (izquierda, arriba, Lucas 1, 8–20), mientras oficia en el Templo

- Cristo entre los doctores (izquierda, 2º abajo, Lucas 2, 43–50) que omite a San José, probablemente por falta de espacio; María entra a la izquierda.

- Cristo predicando desde el bote (izquierda, 3 ° abajo, Lucas 5, 3)

El llamado de Pedro (izquierda, 4º abajo, Lucas 5, 8)
- El milagro del hijo de la viuda de Naim, (izquierda, 5º abajo, Lucas 7, 12–16) en la "puerta de la ciudad".

- El llamado de Mateo, una escena muy rara (parte inferior izquierda, Lucas 5, 27–32). [23]

"... Y he aquí que cierto abogado se puso de pie, tentando a él y diciendo: Maestro, ¿qué debo hacer para poseer la vida eterna?" (derecha, arriba: Lucas 10, 25) [26]
- "... cierta mujer de la multitud, alzando la voz, le dijo ..." (derecha 2º abajo, Lucas 11, 27–28): "ensalza vocem quaedam mulier de turba".

- El milagro de la mujer doblada (derecha 3ª abajo, Lucas 13, 10–17), aunque etiquetado con el texto de Lucas 9, 58: "Los zorros tienen agujeros" (ver más abajo). [27]

- El leproso de los diez (?), Lucas 17, 12–19 [28]

La curación del hombre con Dropsy (Lucas 14, 2-5)
- El llamado de Zaqueo (derecha, abajo), que había subido a un árbol para ver mejor a Cristo (Lucas 19, 1–10).

Los subtítulos en los márgenes, añadidos más tarde, probablemente en el siglo VIII a partir de la escritura a mano, [27] nombran las escenas o son citas o citas cercanas del texto Vulgata de Lucas que las identifica. [30] Por ejemplo, el subtítulo superior derecho dice: "legis peritus surrexit temptans illum" o "[un] abogado se puso de pie, tentando", de Lucas 10, 25. El subtítulo dos debajo de este puede identificar erróneamente la escena representada, según Carol Lewine Incluso aquellos, como Francis Wormold, que apoyan el subtítulo, admiten que la escena no podría ser tan identificada sin ella. La leyenda dice: "Ih [esu] s dixit vulpes fossa habent", una paráfrasis del comienzo de Lucas 9, 58 (y Mateo 8, 20): "et ait illi Iesus vulpes foveas habent et volucres caeli nidos Filius autem hominis non habet ubi caput reclinet "-" Jesús le dijo: Los zorros tienen agujeros, y las aves del cielo anidan: pero el Hijo del hombre no tiene dónde recostar la cabeza ". La imagen muestra a Jesús bendiciendo una figura doblada, que podría coincidir con la cita, o un milagro.

### Escenas de la Pasión
Una miniatura a página completa en el folio 125r antes de Lucas contiene doce escenas narrativas de la Vida de Cristo, todas de la Pasión, excepto la resurrección de Lázaro. Esto se incluyó porque, siguiendo a Juan 11.46 y siguientes. Se consideró la causa inmediata de la decisión del Sanedrín de actuar contra Cristo. Como en los otros pocos ciclos sobrevivientes de la Vida del siglo VI, la Crucifixión en sí no se muestra, la secuencia termina con Cristo cargando la Cruz. Sin embargo, al menos otras dos páginas de este tipo alguna vez existieron, al comienzo de otros Evangelios. Lucas es el tercer evangelio, por lo que un panel que precede al Evangelio de Juan bien podría haber completado la historia de la Pasión y la Resurrección, y otros dos cubrieron la vida anterior de Cristo. Las escenas alrededor del retrato de San Lucas evitan notablemente los episodios principales en la vida de Cristo, como su Natividad, Bautismo y Tentación, probablemente reservando estas escenas para otras páginas de la grilla.
En comparación con otros ciclos de la época, como el mosaico en la Basílica de Sant'Apollinare Nuovo en Rávena, las escenas de la Pasión muestran un énfasis en el sufrimiento de Cristo que probablemente fue influenciado por el arte del Imperio Oriental y muestra la dirección. Las representaciones occidentales debían seguir en siglos posteriores.
Desde arriba a la izquierda, las doce escenas que se muestran, algunas de las cuales tienen subtítulos, son:
- La entrada de Cristo en Jerusalén
- Última Cena, la primera imagen occidental que muestra el momento de la primera Eucaristía, en lugar de la traición de Judas.
- Oración en el huerto de Getsemaní
- Resurrección de Lázaro
- Lavado de pies
- Traición a cristo
- Prendimiento de Jesús
- Juicio de Jesús
- Burla de Cristo
- Poncio Pilato se lava las manos
- Cristo llevado ante Pilato,
- Simón de Cirene ayuda a Cristo a cargar la cruz.

En contraste con las escenas alrededor del retrato, todas estas escenas, excepto Cristo llevado ante Pilato, debían seguir siendo muy comunes en grandes ciclos narrativos a lo largo de la Edad Media y más allá. La dificultad de identificar muchos de los episodios de las Obras de Lucas demuestra una de las razones por las cuales las escenas del período del ministerio de Cristo se hicieron cada vez menos comunes en el arte medieval. Otra razón para esto fue la falta de días festivos para celebrarlos. Las dos escenas en la parte superior de la columna central en la página Pasión, en contraste, aparecen en el set de lectura del evangelio para el Jueves Santo, y la mayoría de las escenas en esta página se identifican fácilmente. La resurrección de Lázaro, con el cuerpo en su tela blanca sinuosa, fue un milagro que se reconoció fácilmente en las imágenes y permaneció en el repertorio habitual de artistas. La mano de Dios en la agonía en el jardín es el primer ejemplo sobreviviente del motivo en esta escena.